# Аутаријати
Аутаријати (лат. Autariatae) су били илирско племе.
Претпоставља се да је област овог илирског племена била сјевероисточно од Скадарског језера и захватала је и један дио данашње сјеверне Црне Горе. Заузимали су и долине Лима и Таре, као и западне Мораве.
Свој успон племе је доживело између 6. и 4. века п. н. е. Постоји много историјских података, филолошких налаза и велики број трагова материјалне природе о њиховом присуству у западним и централним деловима Балкана. Истраживања Аутаријата и гласиначке културе (Гласинац, висораван у општини Соколац) из старијег гвозденог доба започела су крајем 19. века . 

### Историја
Порекло Аутаријата може се пратити у историји од прото-илирских становника  који су у бронзаном добу насељавали подручја у југоисточној Босни и горњем Подрињу, у 4. веку и око река Лим, Таре и Пиве и планине Повлен и Маљен до Пештера, а у 5. веку продрли су дубље на територију данашње Србије.
Етногенетски процес формирања илирског етничког комплекса започео је миграцијом Индоевропљана крајем 3. и почетком 2. миленијума п. н. е. Продирући у западни и централни Балкан и средњи Подунавље, досељеници су уништили или апсорбовали постојеће аутохтоне неолитске и енеолитске етнокултурне облике. Тиме је формиран комплекс, културно, етнички и по пореклу сродне заједнице које су се простирале од Јадранског мора до средњег Дунава и које су на овом подручју, у бронзаном добу, задржале доминацију миленијумом.
Миграције људи културе поља са урнама око 1300. године п. н. е, значајно су промениле етничку и културну структуру Подунавља, али њихове миграције нису значајно утицале на подручје Гласиначке културе у касном бронзаном добу. Стабилизација која је уследила након миграција покренула је брзи етнички, културни и политички развој заједнице Аутаријата. Због тога је њихова друштвена и политичка структура постала сложенија; племенска организација прерасла је у кнежевине-кнежевине са утврђеним територијама око 8. века п. н. е. У тумулима насталим између 7. и 6. века п. н. е. пронађене су веома богате кнежевске гробнице у којима су сахрањени чланови локалних династија . 
Због бројних спољних политичких и економских фактора, заједнице Аутаријата су настале крајем 4. века п. н. е. уједињени у једно политичко биће. Након уједињења, Аутаријати почињу да се шире; претежно на истоку, на територије племена Трибали. Осим тога, проширили су се на југ где су победили Ардијејце, њихове старе ривале са којима су се дуго борили за контролу пашњака и извора соли. Историчар и археолог Ј.Ј. Вилкис наводи да се један од извора соли око којег су користила ова два илирска племена налазио у близини Ораховице, места у горњем току ријеке Неретве, у близини Коњица . Активности власти на прелазу из 6. у 5. век п. н. е. оставила је дубок утицај на суседе погођене њиховом експанзијом. Ардијци су кренули према обали Јадранског мора , а Трибали даље на исток. Проширење власти омогућило им је да успоставе хегемонистичку контролу над одређеним делом Балканског полуострва.
Аутаријати су од материјалног наслеђа оставили накит и оружје, као и на хиљаде тумула у којима су били сахрањивани. Имали су обичај спаљивања у тулумима и то нису мењали све до краја Гласиначке културе.
Економија народа се заснивала на сточарству, обради метала, занатству и трговини. Због своје потребе за грчком и италијанском робом ово илирско племе је било један од највећих трговинских партнера западног и централног Балкана са грчким и италијанским трговцима између 7. и 6. века п.н.е.

### Нестанак
Владајућа класа врхунац свог политичког и економског развоја достигла је у 5. веку п. н. е. што се може закључити из великог броја богатих краљевских тумула и гробница из тог времена на гласиначкој висоравни. Након достизања овог врхунца, код Аутаријата почиње фаза постепеног опадања.
Пре похода на Персију, Александар Велики, у циљу јачања северних граница царства, 334. године п. н. е. освојио је територије Трачана, Гета и Трибала, а након тога и територије Аутаријата, те опустошио њихову земљу. 
Доласком у Доњу Панонију Келти су потчинили панонске (северноилирске) народе, посебно оне у источној Славонији и Срему. Око 320. године п. н. е. Келти су продрли на територију Аутаријата, долинама река Дрине, Колубаре и Мораве. Писани извори кажу да су Аутаријати 311/310. п. н. е., били у масовној миграцији. Они који нису мигрирали и који су остали на келтским територијама су убрзо усвојили келтску културу и обичаје. Диодор (грчки историчар из 1. века) каже да их је грчки владар Касандар (владао Македонијом од 305-297. п. н. е.) раселио око планина Орбела (Беласица), на граници између модерне Северне Македоније, северне Грчке и југозападне Бугарске. Према записима ту се населило око 20.000 илира. Убрзо након тога асимилирали су их Дарданци .